# Thorkell Wysoki
Thorkell Wysoki (zm. 1039) – możny duński, earl Anglii Wschodniej, syn jarla Zelandii Strút-Haralda i brat jarla Jomsborga Sigvaldiego.

## Życiorys

### Pierwsza wyprawa na Anglię
W sierpniu 1009 Thorkell dowodził flotą duńską, która zaatakowała Anglię. Nie wiadomo, czy działał z własnej inicjatywy, czy też realizował politykę króla Swena Widłobrodego. 9 kwietnia 1010 jego armia zaatakowała wybrzeża Anglii Wschodniej, zatrzymując się w Ipswich. 5 maja doszło do starcia pomiędzy wojskami duńskimi a wojskami angielskimi pod Ringmere, w której armia Thorkella odniosła zwycięstwo. Następnie wojska duńskie kontynuowały podbój ziem angielskich, grabiąc miasta Thetford, Cambridge, Oksford, Buckingham i Bedford. 30 listopada 1010 zakończyły swe łupieżcze działania spaleniem Northampton, po czym Thorkell z częścią wojsk wycofał się do Danii.
Najprawdopodobniej po śmierci swojego brata Heminga z rąk Anglików, Thorkell postanowił wrócić do Anglii w celu dokonania zemsty. 8 września 1011 jego armia obległa Canterbury, zdobywając miasto w ciągu trzech tygodni i zabierając wielu jeńców. Po wypłaceniu za nich okupu przez króla angielskiego Ethelreda II Bezradnego, Thorkell rozpuścił swoją armię i przeszedł na jego służbę, zdradzając króla Danii. Najprawdopodobniej przejście Thorkella na stronę Anglików zostało przypieczętowane jego małżeństwem z córką Ethelreda, Edytą.

### Pomoc Ethelredowi
Gdy latem 1013 władzę w Anglii przejął Swen Widłobrody, Thorkell nie pomógł swojemu dawnemu zwierzchnikowi, lecz sprzymierzył się ze zwolennikami Ethelreda. Po śmierci Swena (2 lutego 1014) Thorkell zaangażował się w odzyskiwanie przez Ethelreda utraconej władzy. W ramach wdzięczności za odzyskanie tronu władca wypłacił stacjonującej w Greenwich armii Thorkella 21 tysięcy funtów srebra. Wkrótce po odzyskaniu przez Ethelreda tronu angielskiego Thorkell powrócił do Danii, gdzie starał się uzyskać łaskę nowego króla Kanuta Wielkiego.

### Kampania Kanuta
W latach 1015–1016 Thorkell brał udział w kampanii Kanuta, mającej na celu zdobycie Anglii. Najprawdopodobniej pełnił wówczas funkcję faktycznego dowódcy armii. Na przełomie sierpnia i września 1015 flota przypłynęła do Sandwich, skąd rozpoczęła walkę z siłami angielskimi. Dzięki doświadczeniu wojennemu Thorkella Kanutowi udało się podbić kraj i zdobyć tron królewski. Sukcesy wojenne Thorkella odniesione w czasie kampanii zostały opisane w pochodzącym z ok. 1017 poemacie Lidsmannaflokkr, zadedykowanym najprawdopodobniej matce Kanuta Wielkiego, Sygrydzie.

### Konflikt z Kanutem
Po przejęciu władzy przez Kanuta w 1017 Thorkell otrzymał tytuł earla Anglii Wschodniej, stając się najbliższym współpracownikiem króla. W latach 1018–1019 występował w dokumentach królewskich jako pierwszy pośród świeckich, zaś w 1020 uczestniczył wraz z królem i arcybiskupem Yorku Wulfstanem w konsekracji kościoła w Ashingdon. Wkrótce doszło jednak do konfliktu Thorkella z władcą, zakończonego nałożeniem na niego i jego żonę Edytę banicji przez króla (11 listopada 1021). Przyczyną konfliktu wodza z Kanutem były najprawdopodobniej rosnące wpływy angielskich dostojników, między innymi earla Wessexu Godwina z Kentu. Pozbawiony wpływów Thorkell wrócił do Danii, gdzie nadal spiskował przeciw władcy.
Według Kroniki Anglo-Saskiej w 1023 doszło do pojednania między Thorkellem a władcą. Kanut przekazał wówczas wodzowi regencję w Danii oraz swego syna Swena pod opiekę, zaś syna Thorkella zabrał do Anglii. Thorkell został zabity w 1039 przez Walijczyków.

## Małżeństwo i potomstwo
Pochodząca z początków XII wieku kronika Florencjusza z Worcester podaje, że żona Thorkella nosiła imię Edyta. Według zawartego w XIV-wiecznym rękopisie Flateyjarbók Suplementu do Sagi o Jomswikingach była ona córką króla angielskiego Ethelreda II Bezradnego i wdową po możnym z Anglii Wschodniej Ulfcetelu. W przekazie Suplementu żona Thorkella występuje pod imieniem Úlfhildr, lecz było ono najprawdopodobniej wymysłem autorów skandynawskich. Przekaz o małżeństwie z córką króla jest uważany za prawdopodobny. Z małżeństwa Thorkella i Edyty pochodził syn Harald.